# 한북정맥
한북정맥(漢北正脈)은 백두대간 백산 분기점(1,120m)에서 분기하여 경기도 파주군 교하면 장명산까지 이어지는 산줄기이다. 《산경표》에서 규정한 1대간 1정간 13정맥중의 하나로, 한강 줄기의 북쪽에 있는 분수령이라 하여 한북정맥이라 부르며 한강 수계와 임진강 수계를 가름한다. 한북정맥 또한 백두대간처럼 남북으로 분단되어 있어서, 남한쪽 답사는 강원도 화천군과 철원군 경계에 있는 수피령(740m)에서부터 가능하다.

## 길이
백두대간 1,120m봉에서 장명산까지 이르는 한북정맥의 총 길이는 도상거리 220.2km, 실제거리는 294km이다.

## 주요 산
한북정맥은 도봉산 이후에는 평야 지대와 도시 개발로 능선이 매우 희미해져 사실상의 '길거리 정맥'이며 종착지인 파주시 오도동의 장명산은 아예 산이 잘려 나갔다.
- 백산 분기점 (1,120m)
- 백산 (1,095m)
- 굴암현 (850m)
- 백암산 분기점 (1,072m)
- 장암산 (1,052m)
- 918m봉
- 리섬고개 (613m)
- 람미봉 (981.8m)
- 주라재 (476.5m)
- 군사분계선
- 삼천봉 (815m)
- 적근산 분기점
- 말고개 (690m)
- 대성산 (1,174.7m)
- 절골고개
- 1,041m봉
- 수피령
- 복주산
- 광덕산 (강원/경기)
- 국망봉
- 청계산
- 운악산
- 죽엽산
- 축성령고개
- 불곡산
- 호명산
- 사패산
- 도봉산
- 노고산
- 현달산
- 고봉산
- 장명산

## 같이 보기
- 산경표

1. 1 2  《1대간 9정맥 GPS 종주지도집》. 사람과 산. 2009년 11월호 특별부록.